# Canthidium flavum
Canthidium flavum е вид бръмбар от семейство Листороги бръмбари (Scarabaeidae).

## Разпространение
Този вид е разпространен в Еквадор и Перу.